# Halowe Mistrzostwa Europy w Lekkoatletyce 1978 – bieg na 60 m przez płotki kobiet
Bieg na 60 metrów przez płotki kobiet – jedna z konkurencji biegowych rozgrywanych podczas halowych lekkoatletycznych mistrzostw Europy w hali Palasport di San Siro w Mediolanie. Eliminacje, półfinały i bieg finałowy zostały rozegrane 11 marca 1978. Zwyciężyła reprezentantka Niemieckiej Republiki Demokratycznej Johanna Klier. Tytułu zdobytego na poprzednich mistrzostwach nie obroniła Lubow Nikitienko ze Związku Radzieckiego, która tym razem odpadła w półfinale.

## Rezultaty

### Eliminacje
Rozegrano 3 biegi eliminacyjne, do których przystąpiło 13 biegaczek. Awans do półfinału dawało zajęcie jednego z pierwszych dwóch miejsc w swoim biegu (Q). Skład półfinałów uzupełniło sześć zawodniczek z najlepszym czasem wśród przegranych (q).
Opracowano na podstawie materiału źródłowego.
Bieg 1
| Miejsce | Zawodniczka         | Czas | Uwagi |
| ------- | ------------------- | ---- | ----- |
| 1       | Silvia Kempin       | 8,11 | Q     |
| 2       | Tatjana Anisimowa   | 8,15 | Q     |
| 3       | Elżbieta Rabsztyn   | 8,21 | q     |
| 4       | Lidija Guszewa      | 8,24 | q     |
| 5       | Ingunn Einarsdóttir | 9,03 |       |

Bieg 2
| Miejsce | Zawodniczka     | Czas | Uwagi |
| ------- | --------------- | ---- | ----- |
| 1       | Johanna Klier   | 8,06 | Q     |
| 2       | Zofia Bielczyk  | 8,29 | Q     |
| 3       | Ileana Ongar    | 8,42 | q     |
| 4       | Ursula Schalück | 8,51 | q     |

Bieg 3
| Miejsce | Zawodniczka       | Czas | Uwagi |
| ------- | ----------------- | ---- | ----- |
| 1       | Grażyna Rabsztyn  | 8,12 | Q     |
| 2       | Lorna Boothe      | 8,29 | Q     |
| 3       | Lubow Nikitienko  | 8,55 | q     |
| 4       | Patrizia Lombardo | 8,64 | q     |

### Półfinały
Rozegrano 2 biegi półfinałowe, w których wystartowało 12 biegaczek. Awans do finału dawało zajęcie jednego z trzech pierwszych miejsc w swoim biegu (Q).
Opracowano na podstawie materiału źródłowego.
Bieg 1
| Miejsce | Zawodniczka       | Czas | Uwagi |
| ------- | ----------------- | ---- | ----- |
| 1       | Johanna Klier     | 8,05 | Q     |
| 2       | Tatjana Anisimowa | 8,17 | Q     |
| 3       | Zofia Bielczyk    | 8,20 | 'Q    |
| 4       | Elżbieta Rabsztyn | 8,22 |       |
| 5       | Ursula Schalück   | 8,35 |       |
| 6       | Patrizia Lombardo | 8,54 |       |

Bieg 2
| Miejsce | Zawodniczka      | Czas | Uwagi |
| ------- | ---------------- | ---- | ----- |
| 1       | Grażyna Rabsztyn | 8,00 | Q     |
| 2       | Silvia Kempin    | 8,06 | Q     |
| 3       | Lidija Guszewa   | 8,21 | 'Q    |
| 4       | Lorna Boothe     | 8,32 |       |
| 5       | Lubow Nikitienko | 8,42 |       |
| 6       | Ileana Ongar     | 8,47 |       |

### Finał
Opracowano na podstawie materiału źródłowego.
| Miejsce | Zawodniczka       | Czas |
| ------- | ----------------- | ---- |
| 1       | Johanna Klier     | 7,94 |
| 2       | Grażyna Rabsztyn  | 8,07 |
| 3       | Silvia Kempin     | 8,15 |
| 4       | Tatjana Anisimowa | 8,17 |
| 5       | Zofia Bielczyk    | 8,26 |
| 6       | Lidija Guszewa    | 8,32 |